# 大头山

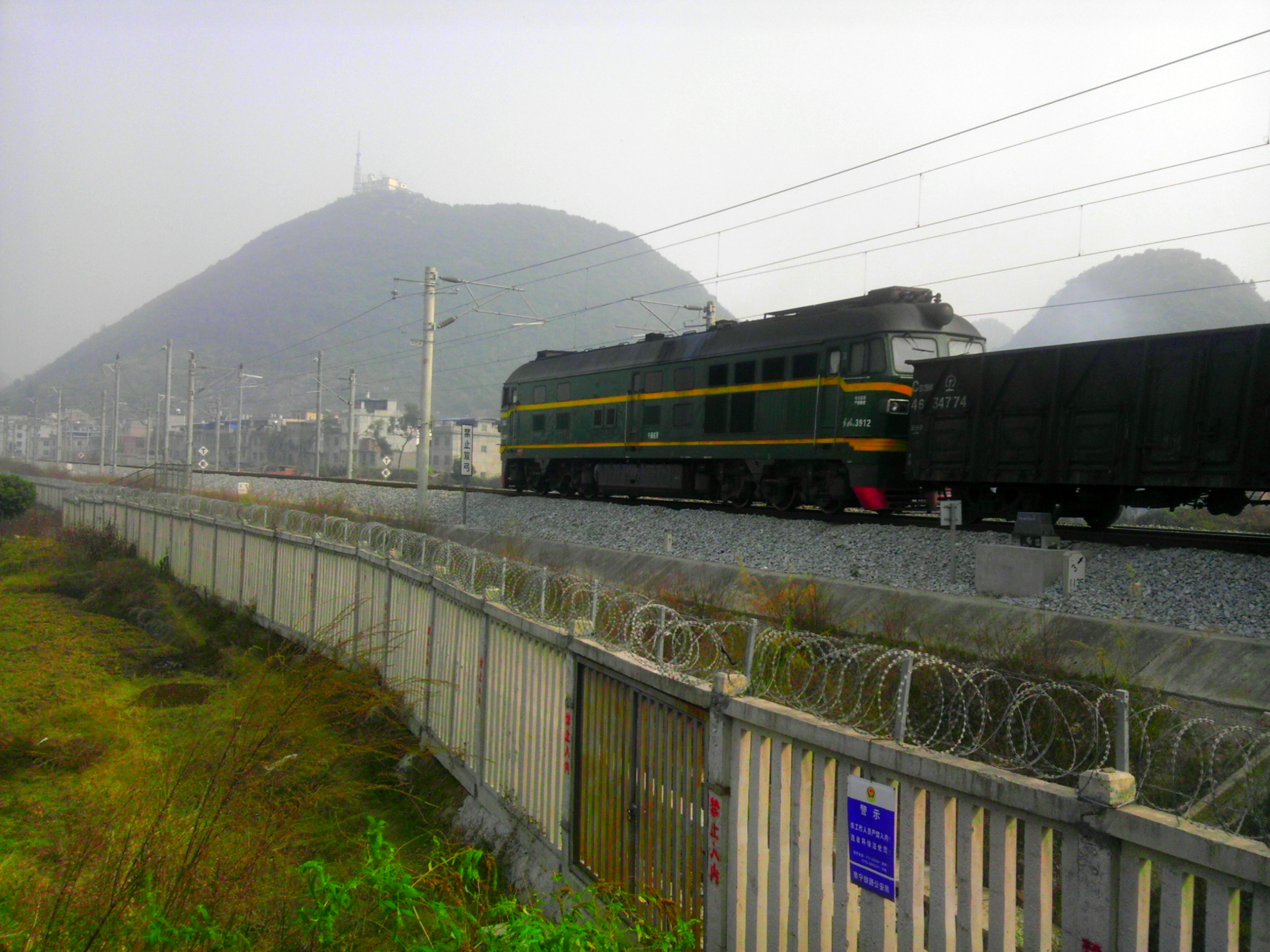
配属于南宁铁路局南宁机务段的第3912号东风4B型柴油机车牵引货运列车前往桂林站。远处一座山顶有微波台的山即为大头山。

大头山又称罗汉山，位于中国广西省桂林市内，具体地址在南溪和衡柳铁路桂林站到二塘站区间线路以南，将军路以北。其北侧山脚有村落，山顶设立桂林大头山微波台。